# Arrondissement de La Réole
L'arrondissement de la Réole est un ancien arrondissement français du département de la Gironde. Il fut créé le 17 février 1800 et supprimé le 10 septembre 1926. Les cantons revinrent à l'arrondissement de Langon.

## Composition
Il comprenait les cantons de Monségur, Pellegrue, la Réole, Saint-Macaire, Sauveterre-de-Guyenne et Targon.

## Sous-préfets
| Période           | Période           | Identité                | Fonction précédente                                | Observation                                                                       |
| ----------------- | ----------------- | ----------------------- | -------------------------------------------------- | --------------------------------------------------------------------------------- |
|                   |                   |                         |                                                    |                                                                                   |
| 31 juillet 1847   | mars 1848         | Hippolyte Bergognié     |                                                    | Révoqué à la révolution de 1848                                                   |
|                   |                   |                         |                                                    |                                                                                   |
| 24 mai 1876       | 11 mai 1877       | Jules Barrême           | Avocat au conseil d'État et à la cour de cassation | Démissionne à l'approche de la crise du 16 mai 1877                               |
|                   |                   |                         |                                                    |                                                                                   |
| 30 décembre 1877  | 25 juillet 1878   | Eugène Couly            |                                                    | Nommé sous-préfet de Pont-l'Évêque                                                |
| 25 juillet 1878   | 3 septembre 1879  | Joseph Girard de Vasson | Secrétaire général de la préfecture de la Nièvre   | Nommé sous-préfet de Joigny                                                       |
| 3 septembre 1879  | 13 février 1886   | Gustave Nadaud          | Secrétaire général de la préfecture du Gers        | Nommé sous-préfet de Fontenay                                                     |
| 13 février 1886   | 12 février 1890   | Aynard Colin-Roudier    | Sous-préfet de Saint-Yrieix                        | Mis en disponibilité                                                              |
| 12 février 1890   | 26 septembre 1899 | Marie-François Calmès   | Conseiller de préfecture de Maine-et-Loire         | Nommé sous-préfet de Libourne                                                     |
| 26 septembre 1899 | 4 juin 1901       | René Brisac             | Sous-préfet de Mauriac                             | Nommé secrétaire général de la préfecture d'Indre-et-Loire                        |
| 4 juin 1901       | 9 septembre 1902  | Maurice Van Huffel      |                                                    | Nommé sous-préfet de Montmorillon                                                 |
| 9 septembre 1902  | 31 mars 1905      | André Théaux            | Sous-préfet de Gourdon                             | Nommé sous-préfet de Brive                                                        |
| 31 mars 1905      | 11 avril 1908     | Jean La Peyre           | Secrétaire général de la préfecture du Gers        | Nommé sous-préfet de Marmande                                                     |
| 11 avril 1908     | 22 novembre 1910  | Maurice Fragnaud        | Sous-préfet du Blanc                               | Nommé sous-préfet d'Issoire                                                       |
| 22 novembre 1910  | 15 juillet 1914   | Marie-Joseph Cadiot     |                                                    | Nommé sous-préfet de Saint-Sever                                                  |
| 15 juillet 1914   | 1er août 1914     | Édouard Pascal          | Sous-préfet de Castelsarrasin                      | Non installé. Nommé sous-préfet de Nantua                                         |
| 1er août 1914     | 3 août 1914       | Dieudonné Brunette      | Sous-préfet de Murat                               | Mobilisé                                                                          |
| 9 novembre 1914   | 5 décembre 1914   | Georges Vallée          | Sous-préfet de Bar-sur-Aube (1893-1901)            | Nommé pour la durée de la guerre, mais non acceptant                              |
| 5 décembre 1914   | 3 septembre 1918  | Jean Faure              | Avocat à la cour d'appel de Bordeaux               | Nommé sous-préfet de Bazas                                                        |
| 3 septembre 1918  | 12 octobre 1918   | Félix Allemane          |                                                    | Nommé sous-préfet de Rocroi                                                       |
| 12 octobre 1918   | 27 septembre 1921 | Pierre Vieillecazes     | Sous-préfet de Rocroi                              | Nommé sous-préfet de Châteaulin                                                   |
| 27 septembre 1921 | 1er novembre 1924 | Jean Germain            | Sous-préfet de Moûtiers                            | Remplacé                                                                          |
| 1er novembre 1924 | 10 septembre 1926 | René Botton             | Sous-préfet de Bazas                               | A la fermeture de la sous-préfecture, il devient le premier sous-préfet de Langon |